# Bourg-de-Sirod
Bourg-de-Sirod là một xã trong vùng hành chính Franche-Comté, thuộc tỉnh Jura, quận Lons-le-Saunier, tổng Champagnole. Tọa độ địa lý của xã là 46° 43' vĩ độ bắc, 05° 57' kinh độ đông. Bourg-de-Sirod nằm trên độ cao trung bình là 584 mét trên mặt nước biển, có điểm thấp nhất là 529 mét và điểm cao nhất là 792 mét. Xã có diện tích 4.42 km², dân số vào thời điểm 1999 là 86 người; mật độ dân số là 19 người/km².

## Địa điểm tham quan
Phần còn lại của lâu đài Château-Vilain. Bourg-de-Sirod không có nhà thờ riêng nhưng trong lãnh thổ của làng là nhà thờ của Les Forges từ thế kỉ thứ 19.